# 自強路 (鳳山區)
自強路（Ziqiang Rd.）為高雄市鳳山區的南北向道路，起端為福安二街20巷39弄，末端於保泰路、瑞春街口銜接班超路，本道路共分成兩個部份，五甲路為分段點。是往來鳳山五甲地區及前鎮籬仔內地區的重要道路。

## 行經行政區域
- 鳳山區

## 分段
自強路共分為兩個部份：
- 自強一路：南起於福安二街20巷39弄口，北於五甲二、三路口接自強二路。
- 自強二路：南於五甲二、三路口接自強一路，北止於保泰路、瑞春街口接班超路。

## 沿線設施
（由南至北）
- 自強一路：
  - 五甲紫威宮
  - 台灣電力公司五甲超高壓變電所
  - 健能游泳池
  - 萊爾富鳳山鳳福店
  - 多那之咖啡高雄五甲門市
- 自強二路：
  - 五甲自強夜市
  - 萊爾富鳳山鳳祥店
  - 全家便利商店鳳山自強店

## 公共自行車
- 高雄市公共自行車租賃系統：
  - 自強南進三街口：自強一路/自強一路119巷口東南側

## 相關連結
- 高雄市主要道路列表